# Landtagswahl im Saarland 1960
- DDU: 2
- SPD: 16
- DPS: 7
- SVP: 6
- CDU: 19

Die Wahl zum 4. saarländischen Landtag fand am 4. Dezember 1960 statt und war die erste Landtagswahl im Saarland nach dem Beitritt zur Bundesrepublik im Jahr 1957.
Der am 30. April 1959 zum Ministerpräsidenten gewählte Franz-Josef Röder stellte sich erstmals zur Wiederwahl.

## Ausgangslage
Bereits während der vorhergehenden Legislaturperiode veränderte sich die Parteienlandschaft im Saarland stark. Die ehemals stärkste Partei, die Christliche Volkspartei des Saarlandes, verbündete sich erst auf Bundesebene mit dem Zentrum, wurde 1957 ein Landesverband der CSU und fusionierte schließlich Anfang 1959 mit der CDU Saar, unter Abspaltung der Saarländischen Volkspartei. Gleichzeitig spaltete sich von der CDU die Christlich-Nationale Gemeinschaft unter dem früheren Ministerpräsidenten Hubert Ney ab. Die Deutsche Sozialdemokratische Partei und die Sozialdemokratische Partei des Saarlandes gingen 1956 in der SPD Saar auf. Die Demokratische Partei Saar wurde 1957 ein Landesverband der FDP, trat aber noch unter dem Namen DPS an.
Die Kommunistische Partei Saar wurde 1957 als Ersatzorganisation der bundesdeutschen KPD verboten. Ein Teil der KPS-Mitglieder schloss sich der Deutschen Demokratischen Union an.

## Ergebnis
Im Ergebnis verlor die aus CDU und CVP entstandene CDU-Fraktion drei Sitze, während die SPD-Fraktion sich von neun auf 16 Abgeordnete fast verdoppeln konnte. Die SVP konnte etwa die Hälfte der ehemaligen CVP-Wähler auf sich vereinen, während die CNG den Einzug verpasste. Die DPS verlor fast die Hälfte ihrer Wähler. Die DDU zog erstmals in den Landtag ein.
Trotz der Sitzverluste erhielten CDU und DPS eine tragfähige Mehrheit, so dass sie eine schwarz-gelbe Koalition bildeten und Röder im Januar 1961 als Ministerpräsident wiedergewählt wurde.

### Stimmen
| Partei | Stimmen | Prozent | Sitze   |
| ------ | ------- | ------- | ------- |
| CDU    | 195.060 | 36,6 %  | 19 (−8) |
| SPD    | 159.698 | 30,0 %  | 16 (+7) |
| DPS    | 73.718  | 13,8 %  | 7 (−5)  |
| SVP    | 60.557  | 11,4 %  | 6 (+6)  |
| DDU    | 26.743  | 5,0 %   | 2 (+2)  |
| CNG    | 13.731  | 2,6 %   | —       |
| DRP    | 3.325   | 0,6 %   | —       |